# Dinastia carolíngia
La dinastia carolíngia o carolingis va controlar el Regne Franc entre els segles viii i x. Oficialment, la dinastia carolíngia va succeir a la merovíngia el 751. El nom de carolingi prové de Carles Martell, pare de Pipí el Breu i, en certa forma de la dinastia.

## Antecedents
Arnulf de Metz, de la família dels arnulfians, i Pipí de Landen, de la dels pipínids, es van unir i van formar una veritable dinastia a través dels matrimonis dels seus fills. Els carolingis ja ostentaven el poder des de 639 encara que no com a reis (que durant més d'un segle continuarien sent els merovingis), sinó com a majordom de palau.
El fill de Pipí d'Heristal, Carles Martell heretà el càrrec de majordom del seu pare. Fou el gran vencedor a la batalla de Tours (732), que salvà el Regne Franc de la incursió sarraïna, la qual cosa consolida encara més la pèrdua de poder dels reis merovingis en favor dels majordoms.

## Inici de la dinastia
El fill de Carles Martell, Pipí el Breu (també majordom de palau) va destronar el rei merovingi Khilderic III i, amb suport del Papa, va fer oficial el seu poder de facto sobre els francs i la fi dels merovingis. Pipí va ampliar molt els dominis de l'Imperi Carolingi, però va ser el seu fill Carles el Gran (Carlemany) qui incorporà als dominis el Regne Lombard i esdevingué Emperador d'Occident. Sota Carles el Gran i el seu fill Lluís el Pietós té lloc la integració de la Septimània i de la Gòtia al Regne Franc.

## Guerra civil franca
Quan Lluís el Pietós va morir el 840 va esclatar una nova guerra civil en la que Carles el Calb es va aliar amb Lluís el Germànic en contra les pretensions del fill gran, Lotari I. Lotari va ser derrotat el 25 de juny de 841 a la batalla de Fontenoy-en-Puisaye i els vencedors van segellar la seva aliança contra el seu germà Lotari I amb els Juraments d'Estrasburg el 14 de febrer de 842, on es troba el primer testimoniatge d'una llengua romanç parlada en França. Després de tres anys de conflicte finalment es va signar el tractat de Verdun, l'agost de 843, pel qual l'Imperi Carolingi es dividia en tres parts: Carles rebia la Frància Occidental, Lotari la Frància Mitjana, i Lluís la Frància Oriental. Va cristianitzar els eslaus cap a l'est, amb bateig massiu dels nobles de Bohèmia el 845 i el 846 va organitzar un exèrcit per anar a la Gran Moràvia i instal·lar el príncep cristià Ratislau. La colonització germànica dels territoris poblats per poblacions eslaves (wends) a l'est es va aturar a la vora dels rius Elba i Saale (Marca Soraba).
A la mort de Lotari I el 855, el regne de Frància Mitjana va ser dividit entre els seus fills pel Tractat de Prüm, pel que Lluís II d'Itàlia va rebre la corona imperial i Itàlia, Carles de Provença esdevingué rei de Provença (Baixa Borgonya i Provença pròpiament dita), Lotari II de Lotaríngia va rebre un territori que va passar a ser anomenat Lotharii Regnum (Lotaringia) compost per Austrasia (la part central encara controlada pel seu pare després de Verdun), Frísia i l'Alta Borgonya, mentre que Lluís el Germànic va mantenir Frància Oriental i Carles el Calb Frància Occidental. Lotari II va cedir les parts del sud-est de l'Alta Borgonya als seus germans Carles de Provença, que va rebre els bisbats de Belley i Tarentaise el 859, i Lluís II d'Itàlia els bisbats de Ginebra, Lausana i Sió un any més tard. Carles de Provença va morir sense hereus el 863, i el seu regne es va repartir entre Lotari II, que només va rebre les parts occidentals de la Baixa Borgonya (bisbats de Lió, Vienne, Vivarais i Uzès) que limitaven amb la seva Alta Borgonya occidental (restes de les seves possessions originals de Borgonya), i Lluís II va rebre la resta del Regne de Provença.
El Tractat de Meerssen de 870 va tornar a dividir l'Imperi carolingi en tres parts, dividint la Frància Mitjana des de la vall del Roine fins al mar del Nord entre Lluís el Germànic i Carles el Calb. Lluís el Germànic va rebre la part part oriental de l'Austràsia de Lotari incloent Aquisgrà i Metz, i la major part de Frísia, tot i que gran part de la costa frisona estaven sota control víking, i al sud la major part de l'Alta Borgonya que havia quedat a Lotari. Carles va rebre la Baixa Borgonya, incloent Lió i Viena i una petita part occidental de l'Alta Borgonya, Portois i Varais, incloent Besançon. La frontera transcorregué aproximadament al llarg dels rius Mosa, Ourthe, Mosel·la, Saona i Roine. Després de la mort del fill de Lotari, Lluís II d'Itàlia, emperador des del 855, Carles el Calb va trobar el suport del papa Joan VIII i es va fer coronar emperador el 875. Lluís el Germànic va morir l'any 876.
A la mort de Lluís el Tartamut el 879 Lluís III de França i el seu germà Carloman II van repartir-se el territori del seu pare, i mentre Lluís es va quedar amb Nèustria i Austràsia, Carloman ho va fer amb Borgonya i Aquitània. Després de la proclamació de Bosó de Provença com a rei de Borgonya l'octubre del 879 i les ofensives vikingues, a canvi de la neutralitat de Lluís III d'Alemanya, els carolingis occidentals el van confirmar a la part de la Lotaríngia que posseïa després del Tractat de Mersen, per així afrontar la lluita contra Bosó en el Tractat de Ribemont que redefineix novament les fronteres del que fou l'imperi Carolingi.

## Final de la dinastia
En la branca germànica, la de Lluís el Germànic i el Sacre Imperi Romanogermànic, els carolingis van mantenir el poder fins al segle X, mentre que a França, els hereus de Carles el Calb van governar fins al 987, quan van ser substituïts per la Dinastia Capet.

## Governants

### Majordoms de Palau carolingis
- Pipí de Landen (580-640), Majordom d'Austràsia 623-629, 639-640
- Ansegisel (602-685), Majordom d'Austràsia 629-639
- Grimoald (616-662), fill de Pipí, Majordom d'Austràsia 643-657
- Pipí de Herstal (640-714), fill d'Ansegisel, Majordom d'Austràsia 679-714, des de 688 com Duc i Príncep del Francs governant de facto del regne sencer
- Carles Martell (690-741), Majordom d'Austràsia 717-741, des de 718 del regne sencer
- Carloman (716-754), Majordom d'Austràsia 741-747
- Pipí el Breu (714-768), Majordom de Nèustria 741-751, des de 747 també Majordom d'Austràsia

Quan Pipí el Breu esdevé rei, el Carolingis succeeixen la dinastia merovíngia.

### Reis carolingis
- Pipí el Breu (714-768), 751-768
- Carlemany (742-814), 768-814 (al principi només Nèustria, Aquitània, Austràsia del nord)
- Carloman I 768-771 (Borgonya, Allemania, Austràsia del sud)
- Lluís el Pietós (778-840), 814-840
- Lotari I (795-855), 817-855 (fins a 840 amb el seu pare)

El Regne Franc va ser dividit amb el Tractat de Verdun en 843 entre els fills de Lluís el Pietós.
La taula següent llista els governants en les tres subdivisions, que són els nuclis dels posteriors regnes de França i Alemanya, excloent Itàlia.
| Regne Occidental (finalment França) | Regne Mitjà (Lotaríngia) | Regne Oriental (finalment Alemanya) |
| --- | --- | --- |
| Els noms marcats * no eren Carolingis, encara que de manera distant es referien a la dinastia. - Carles el Calb (823-877), 843-877, Emperador 875 - Lluís el Quec (846-879), 877-879 - Lluís III (863-882), 879-882, conjuntament amb - Carloman II (mort 884), 879-884 - Carles III el Gras 884-888, regne Oriental 876-887, Emperador 881 - Odó I de França (mort 898), * 888-898 - Carles el Simple (879-929), 898-922 - Robert I de França (865-923), * 922-923 - Rudolf, Duc de Borgonya * 923-936 - Lluís IV (914-954), 936-954 - Lotari I 954-986 - Lluís V l'Indolent, 986-987 Després d'això, la dinastia Capet governa França. Per continuar amb la informació, vegeu la Llista de reis de França. | - Lotari I (795-855), 817-855, Emperador 840 Després de la mort de Lotari en 855, el seu regne es dividia entre els seus fills: - Lluís II el Jove 855-875, el fill més gran, succeïa el seu pare com a Emperador d'Occident i rebia el regne d'Itàlia. Per continuar, vegi Rei d'Itàlia - Lotari II de Lotaríngia 855-869, el segon fill, va rebre les parts més al nord del regne del seu pare, que després d'ell s'anomenaria Lotaríngia. - Carles de Provença 855-863 va rebre la zona sud que incloïa la Provença, Lió i Viena (actual departament francès). A Aquest conjunt se l'anomena regnum provinciae (Regne de Provença). Per continuar, vegi Rei de Borgonya. Reis de Lotaríngia - Lotari II de Lotaríngia (835-869), 855-869 - Carles el Calb (823-877), 869-877 Carles el Calb reclamava la Lotaríngia a la mort del seu nebot, Lotari II, i se'n coronava rei a Metz, però el seu germà Lluís el Germànic s'hi oposà i també la reclamà. En 870 mitjançant el Tractat de Meerssen divideix la Lotaríngia entre els dos germans. En 880 el Tractat de Ribemont donava la totalitat de la Lotaríngia a Lluís el Jove, fill de Lluís el Germànic. - Lluís el Jove 880-882 - Carles III el Gras 882-887 - Arnulf de Caríntia 887-895 - Zuentibold (870/1-900), fill il·legítim d'Arnulf de Caríntia, 895-900 - Lluís el Nen (893-911), 900-911 Després d'això la Lotaríngia s'incloïa permanentment a la Frància Oriental i al Sacre Imperi Romanogermànic. Per continuar, vegeu la llista de reis germànics. | - Lluís el Germànic (804-876), 843-876 - Lluís el Jove 876-882 (Frància Oriental, Saxònia, Turíngia, més tard també Baviera) - Carloman de Baviera (830-880), 876-880 (Baviera) - Carles III el Gras, 876-887 (Alemanya i Raetia, més tard tot el territori, a la mort dels seus germans Lluís i Carloman), Emperador 881 - Arnulf de Caríntia, 887-899, Emperador 896 - Lluís el Nen (893-911), 899-911 Després d'això Conrad I d'Alemanya governa des de 911-918, i era seguit per la Dinastia Saxona-Otoniana. Aquest fet es considera com el començament del Regne d'Alemanya i del Sacre Imperi Romanogermànic. Per a més informació, vegeu la llista de reis germànics. |

## Genealogia

### Arbre genealògic simplificat
|  |  |                                 |                                 |                                 |                                 |                                 |                                 |  |  |                                       |                                       |                                       |                                       |                                       |                                       |  |  |                        |                        |                        |                        |                        |                        |  |  |                                    |                                    |                                    |                                    |                                    |                                    |  |  |                                                        |                                                |                                                |                                                | Carles Martell majordom de palau               |                                                |  |  |                                     |                                     |                                     |                                     |                                     |                                     |  |  |                                            |                                            |                                            |                                            |                                            |                                            |  |  |                                             |                                             |                                             |                                             |                                             |                                             |                                       |                                       |                                           |                                           |                                           |                                           |                                           |                                           |                                |                                |                                |                                |  |  |  |  |  |  |  |  |  |  |  |  |  |  |  |  |  |  |  |  |  |  |  |  |  |  |  |  |  |  |  |  |  |  |  |  |  |  |  |  |  |  |  |  |  |  |  |  |
|  |  |                                 |                                 |                                 |                                 |                                 |                                 |  |  |                                       |                                       |                                       |                                       |                                       |                                       |  |  |                        |                        |                        |                        |                        |                        |  |  |                                    |                                    |                                    |                                    |                                    |                                    |  |  |                                                        |                                                |                                                |                                                |                                                |                                                |  |  |                                     |                                     |                                     |                                     |                                     |                                     |  |  |                                            |                                            |                                            |                                            |                                            |                                            |  |  |                                             |                                             |                                             |                                             |                                             |                                             |                                       |                                       |                                           |                                           |                                           |                                           |                                           |                                           |                                |                                |                                |                                |  |  |  |  |  |  |  |  |  |  |  |  |  |  |  |  |  |  |  |  |  |  |  |  |  |  |  |  |  |  |  |  |  |  |  |  |  |  |  |  |  |  |  |  |  |  |  |  |
|  |  |                                 |                                 |                                 |                                 |                                 |                                 |  |  |                                       |                                       |                                       |                                       |                                       |                                       |  |  |                        |                        |                        |                        |                        |                        |  |  |                                    |                                    |                                    |                                    |                                    |                                    |  |  |                                                        |                                                |                                                |                                                | Pipí I el Breu rei dels Francs                 |                                                |  |  |                                     |                                     |                                     |                                     |                                     |                                     |  |  |                                            |                                            |                                            |                                            |                                            |                                            |  |  |                                             |                                             |                                             |                                             |                                             |                                             |                                       |                                       |                                           |                                           |                                           |                                           |                                           |                                           |                                |                                |                                |                                |  |  |  |  |  |  |  |  |  |  |  |  |  |  |  |  |  |  |  |  |  |  |  |  |  |  |  |  |  |  |  |  |  |  |  |  |  |  |  |  |  |  |  |  |  |  |  |  |
|  |  |                                 |                                 |                                 |                                 |                                 |                                 |  |  |                                       |                                       |                                       |                                       |                                       |                                       |  |  |                        |                        |                        |                        |                        |                        |  |  |                                    |                                    |                                    |                                    |                                    |                                    |  |  |                                                        |                                                |                                                |                                                |                                                |                                                |  |  |                                     |                                     |                                     |                                     |                                     |                                     |  |  |                                            |                                            |                                            |                                            |                                            |                                            |  |  |                                             |                                             |                                             |                                             |                                             |                                             |                                       |                                       |                                           |                                           |                                           |                                           |                                           |                                           |                                |                                |                                |                                |  |  |  |  |  |  |  |  |  |  |  |  |  |  |  |  |  |  |  |  |  |  |  |  |  |  |  |  |  |  |  |  |  |  |  |  |  |  |  |  |  |  |  |  |  |  |  |  |
|  |  |                                 |                                 |                                 |                                 |                                 |                                 |  |  |                                       |                                       |                                       |                                       |                                       |                                       |  |  |                        |                        |                        |                        |                        |                        |  |  |                                    |                                    |                                    |                                    |                                    |                                    |  |  |                                                        |                                                |                                                |                                                |                                                |                                                |  |  |                                     |                                     |                                     |                                     |                                     |                                     |  |  |                                            |                                            |                                            |                                            |                                            |                                            |  |  |                                             |                                             |                                             |                                             |                                             |                                             |                                       |                                       |                                           |                                           |                                           |                                           |                                           |                                           |                                |                                |                                |                                |  |  |  |  |  |  |  |  |  |  |  |  |  |  |  |  |  |  |  |  |  |  |  |  |  |  |  |  |  |  |  |  |  |  |  |  |  |  |  |  |  |  |  |  |  |  |  |  |
|  |  |                                 |                                 |                                 |                                 |                                 |                                 |  |  |                                       |                                       |                                       |                                       |                                       |                                       |  |  |                        |                        |                        |                        |                        |                        |  |  |                                    |                                    |                                    |                                    |                                    |                                    |  |  | Carlemany rei dels Francs emperador d'Occident         | Carlemany rei dels Francs emperador d'Occident | Carlemany rei dels Francs emperador d'Occident | Carlemany rei dels Francs emperador d'Occident | Carlemany rei dels Francs emperador d'Occident | Carlemany rei dels Francs emperador d'Occident |  |  | Carloman I rei dels Francs          | Carloman I rei dels Francs          | Carloman I rei dels Francs          | Carloman I rei dels Francs          | Carloman I rei dels Francs          | Carloman I rei dels Francs          |  |  |                                            |                                            |                                            |                                            |                                            |                                            |  |  |                                             |                                             |                                             |                                             |                                             |                                             |                                       |                                       |                                           |                                           |                                           |                                           |                                           |                                           |                                |                                |                                |                                |  |  |  |  |  |  |  |  |  |  |  |  |  |  |  |  |  |  |  |  |  |  |  |  |  |  |  |  |  |  |  |  |  |  |  |  |  |  |  |  |  |  |  |  |  |  |  |  |
|  |  |                                 |                                 |                                 |                                 |                                 |                                 |  |  |                                       |                                       |                                       |                                       |                                       |                                       |  |  |                        |                        |                        |                        |                        |                        |  |  |                                    |                                    |                                    |                                    |                                    |                                    |  |  | Carlemany rei dels Francs emperador d'Occident         | Carlemany rei dels Francs emperador d'Occident | Carlemany rei dels Francs emperador d'Occident | Carlemany rei dels Francs emperador d'Occident | Carlemany rei dels Francs emperador d'Occident | Carlemany rei dels Francs emperador d'Occident |  |  | Carloman I rei dels Francs          | Carloman I rei dels Francs          | Carloman I rei dels Francs          | Carloman I rei dels Francs          | Carloman I rei dels Francs          | Carloman I rei dels Francs          |  |  |                                            |                                            |                                            |                                            |                                            |                                            |  |  |                                             |                                             |                                             |                                             |                                             |                                             |                                       |                                       |                                           |                                           |                                           |                                           |                                           |                                           |                                |                                |                                |                                |  |  |  |  |  |  |  |  |  |  |  |  |  |  |  |  |  |  |  |  |  |  |  |  |  |  |  |  |  |  |  |  |  |  |  |  |  |  |  |  |  |  |  |  |  |  |  |  |
|  |  |                                 |                                 |                                 |                                 |                                 |                                 |  |  |                                       |                                       |                                       |                                       |                                       |                                       |  |  |                        |                        |                        |                        |                        |                        |  |  |                                    |                                    |                                    |                                    |                                    |                                    |  |  | Lluís I el Pietós rei dels Francs emperador d'Occident |                                                |                                                |                                                |                                                |                                                |  |  |                                     |                                     |                                     |                                     |                                     |                                     |  |  |                                            |                                            |                                            |                                            |                                            |                                            |  |  |                                             |                                             |                                             |                                             |                                             |                                             |                                       |                                       |                                           |                                           |                                           |                                           |                                           |                                           |                                |                                |                                |                                |  |  |  |  |  |  |  |  |  |  |  |  |  |  |  |  |  |  |  |  |  |  |  |  |  |  |  |  |  |  |  |  |  |  |  |  |  |  |  |  |  |  |  |  |  |  |  |  |
|  |  |                                 |                                 |                                 |                                 |                                 |                                 |  |  |                                       |                                       |                                       |                                       |                                       |                                       |  |  |                        |                        |                        |                        |                        |                        |  |  |                                    |                                    |                                    |                                    |                                    |                                    |  |  |                                                        |                                                |                                                |                                                |                                                |                                                |  |  |                                     |                                     |                                     |                                     |                                     |                                     |  |  |                                            |                                            |                                            |                                            |                                            |                                            |  |  |                                             |                                             |                                             |                                             |                                             |                                             |                                       |                                       |                                           |                                           |                                           |                                           |                                           |                                           |                                |                                |                                |                                |  |  |  |  |  |  |  |  |  |  |  |  |  |  |  |  |  |  |  |  |  |  |  |  |  |  |  |  |  |  |  |  |  |  |  |  |  |  |  |  |  |  |  |  |  |  |  |  |
|  |  |                                 |                                 |                                 |                                 |                                 |                                 |  |  |                                       |                                       |                                       |                                       |                                       |                                       |  |  |                        |                        |                        |                        |                        |                        |  |  |                                    |                                    |                                    |                                    |                                    |                                    |  |  |                                                        |                                                |                                                |                                                |                                                |                                                |  |  |                                     |                                     |                                     |                                     |                                     |                                     |  |  |                                            |                                            |                                            |                                            |                                            |                                            |  |  |                                             |                                             |                                             |                                             |                                             |                                             |                                       |                                       |                                           |                                           |                                           |                                           |                                           |                                           |                                |                                |                                |                                |  |  |  |  |  |  |  |  |  |  |  |  |  |  |  |  |  |  |  |  |  |  |  |  |  |  |  |  |  |  |  |  |  |  |  |  |  |  |  |  |  |  |  |  |  |  |  |  |
|  |  |                                 |                                 |                                 |                                 |                                 |                                 |  |  | Lotari I rei de França méd. emperador | Lotari I rei de França méd. emperador | Lotari I rei de França méd. emperador | Lotari I rei de França méd. emperador | Lotari I rei de França méd. emperador | Lotari I rei de França méd. emperador |  |  |                        |                        |                        |                        |                        |                        |  |  | Pipí I d'Aquitània rei d'Aquitània | Pipí I d'Aquitània rei d'Aquitània | Pipí I d'Aquitània rei d'Aquitània | Pipí I d'Aquitània rei d'Aquitània | Pipí I d'Aquitània rei d'Aquitània | Pipí I d'Aquitània rei d'Aquitània |  |  |                                                        |                                                |                                                |                                                |                                                |                                                |  |  | Lluís el Germànic rei de França or. | Lluís el Germànic rei de França or. | Lluís el Germànic rei de França or. | Lluís el Germànic rei de França or. | Lluís el Germànic rei de França or. | Lluís el Germànic rei de França or. |  |  |                                            |                                            |                                            |                                            |                                            |                                            |  |  | Carles el Calb rei de França occ. emperador | Carles el Calb rei de França occ. emperador | Carles el Calb rei de França occ. emperador | Carles el Calb rei de França occ. emperador | Carles el Calb rei de França occ. emperador | Carles el Calb rei de França occ. emperador |                                       |                                       |                                           |                                           |                                           |                                           |                                           |                                           |                                |                                |                                |                                |  |  |  |  |  |  |  |  |  |  |  |  |  |  |  |  |  |  |  |  |  |  |  |  |  |  |  |  |  |  |  |  |  |  |  |  |  |  |  |  |  |  |  |  |  |  |  |  |
|  |  |                                 |                                 |                                 |                                 |                                 |                                 |  |  | Lotari I rei de França méd. emperador | Lotari I rei de França méd. emperador | Lotari I rei de França méd. emperador | Lotari I rei de França méd. emperador | Lotari I rei de França méd. emperador | Lotari I rei de França méd. emperador |  |  |                        |                        |                        |                        |                        |                        |  |  | Pipí I d'Aquitània rei d'Aquitània | Pipí I d'Aquitània rei d'Aquitània | Pipí I d'Aquitània rei d'Aquitània | Pipí I d'Aquitània rei d'Aquitània | Pipí I d'Aquitània rei d'Aquitània | Pipí I d'Aquitània rei d'Aquitània |  |  |                                                        |                                                |                                                |                                                |                                                |                                                |  |  | Lluís el Germànic rei de França or. | Lluís el Germànic rei de França or. | Lluís el Germànic rei de França or. | Lluís el Germànic rei de França or. | Lluís el Germànic rei de França or. | Lluís el Germànic rei de França or. |  |  |                                            |                                            |                                            |                                            |                                            |                                            |  |  | Carles el Calb rei de França occ. emperador | Carles el Calb rei de França occ. emperador | Carles el Calb rei de França occ. emperador | Carles el Calb rei de França occ. emperador | Carles el Calb rei de França occ. emperador | Carles el Calb rei de França occ. emperador |                                       |                                       |                                           |                                           |                                           |                                           |                                           |                                           |                                |                                |                                |                                |  |  |  |  |  |  |  |  |  |  |  |  |  |  |  |  |  |  |  |  |  |  |  |  |  |  |  |  |  |  |  |  |  |  |  |  |  |  |  |  |  |  |  |  |  |  |  |  |
|  |  |                                 |                                 |                                 |                                 |                                 |                                 |  |  |                                       |                                       |                                       |                                       |                                       |                                       |  |  |                        |                        |                        |                        |                        |                        |  |  |                                    |                                    |                                    |                                    |                                    |                                    |  |  |                                                        |                                                |                                                |                                                |                                                |                                                |  |  |                                     |                                     |                                     |                                     |                                     |                                     |  |  |                                            |                                            |                                            |                                            |                                            |                                            |  |  |                                             |                                             |                                             |                                             |                                             |                                             |                                       |                                       |                                           |                                           |                                           |                                           |                                           |                                           |                                |                                |                                |                                |  |  |  |  |  |  |  |  |  |  |  |  |  |  |  |  |  |  |  |  |  |  |  |  |  |  |  |  |  |  |  |  |  |  |  |  |  |  |  |  |  |  |  |  |  |  |  |  |
|  |  | Lluís II rei d'Itàlia emperador | Lluís II rei d'Itàlia emperador | Lluís II rei d'Itàlia emperador | Lluís II rei d'Itàlia emperador | Lluís II rei d'Itàlia emperador | Lluís II rei d'Itàlia emperador |  |  | Lotari II rei de Lotaríngia           | Lotari II rei de Lotaríngia           | Lotari II rei de Lotaríngia           | Lotari II rei de Lotaríngia           | Lotari II rei de Lotaríngia           | Lotari II rei de Lotaríngia           |  |  | Carles rei de Provença | Carles rei de Provença | Carles rei de Provença | Carles rei de Provença | Carles rei de Provença | Carles rei de Provença |  |  | Pipí II rei d'Aquitània            | Pipí II rei d'Aquitània            | Pipí II rei d'Aquitània            | Pipí II rei d'Aquitània            | Pipí II rei d'Aquitània            | Pipí II rei d'Aquitània            |  |  | Carloman rei de França or.                             | Carloman rei de França or.                     | Carloman rei de França or.                     | Carloman rei de França or.                     | Carloman rei de França or.                     | Carloman rei de França or.                     |  |  | Lluís III el Jove rei de França or. | Lluís III el Jove rei de França or. | Lluís III el Jove rei de França or. | Lluís III el Jove rei de França or. | Lluís III el Jove rei de França or. | Lluís III el Jove rei de França or. |  |  | Carles el Gras rei de França or. emperador | Carles el Gras rei de França or. emperador | Carles el Gras rei de França or. emperador | Carles el Gras rei de França or. emperador | Carles el Gras rei de França or. emperador | Carles el Gras rei de França or. emperador |  |  | Lluís II el Tartamut rei de França occ.     | Lluís II el Tartamut rei de França occ.     | Lluís II el Tartamut rei de França occ.     | Lluís II el Tartamut rei de França occ.     | Lluís II el Tartamut rei de França occ.     | Lluís II el Tartamut rei de França occ.     |                                       |                                       |                                           |                                           |                                           |                                           |                                           |                                           |                                |                                |                                |                                |  |  |  |  |  |  |  |  |  |  |  |  |  |  |  |  |  |  |  |  |  |  |  |  |  |  |  |  |  |  |  |  |  |  |  |  |  |  |  |  |  |  |  |  |  |  |  |  |
|  |  | Lluís II rei d'Itàlia emperador | Lluís II rei d'Itàlia emperador | Lluís II rei d'Itàlia emperador | Lluís II rei d'Itàlia emperador | Lluís II rei d'Itàlia emperador | Lluís II rei d'Itàlia emperador |  |  | Lotari II rei de Lotaríngia           | Lotari II rei de Lotaríngia           | Lotari II rei de Lotaríngia           | Lotari II rei de Lotaríngia           | Lotari II rei de Lotaríngia           | Lotari II rei de Lotaríngia           |  |  | Carles rei de Provença | Carles rei de Provença | Carles rei de Provença | Carles rei de Provença | Carles rei de Provença | Carles rei de Provença |  |  | Pipí II rei d'Aquitània            | Pipí II rei d'Aquitània            | Pipí II rei d'Aquitània            | Pipí II rei d'Aquitània            | Pipí II rei d'Aquitània            | Pipí II rei d'Aquitània            |  |  | Carloman rei de França or.                             | Carloman rei de França or.                     | Carloman rei de França or.                     | Carloman rei de França or.                     | Carloman rei de França or.                     | Carloman rei de França or.                     |  |  | Lluís III el Jove rei de França or. | Lluís III el Jove rei de França or. | Lluís III el Jove rei de França or. | Lluís III el Jove rei de França or. | Lluís III el Jove rei de França or. | Lluís III el Jove rei de França or. |  |  | Carles el Gras rei de França or. emperador | Carles el Gras rei de França or. emperador | Carles el Gras rei de França or. emperador | Carles el Gras rei de França or. emperador | Carles el Gras rei de França or. emperador | Carles el Gras rei de França or. emperador |  |  | Lluís II el Tartamut rei de França occ.     | Lluís II el Tartamut rei de França occ.     | Lluís II el Tartamut rei de França occ.     | Lluís II el Tartamut rei de França occ.     | Lluís II el Tartamut rei de França occ.     | Lluís II el Tartamut rei de França occ.     |                                       |                                       |                                           |                                           |                                           |                                           |                                           |                                           |                                |                                |                                |                                |  |  |  |  |  |  |  |  |  |  |  |  |  |  |  |  |  |  |  |  |  |  |  |  |  |  |  |  |  |  |  |  |  |  |  |  |  |  |  |  |  |  |  |  |  |  |  |  |
|  |  |                                 |                                 |                                 |                                 |                                 |                                 |  |  |                                       |                                       |                                       |                                       |                                       |                                       |  |  |                        |                        |                        |                        |                        |                        |  |  |                                    |                                    |                                    |                                    |                                    |                                    |  |  |                                                        |                                                |                                                |                                                |                                                |                                                |  |  |                                     |                                     |                                     |                                     |                                     |                                     |  |  |                                            |                                            |                                            |                                            |                                            |                                            |  |  |                                             |                                             |                                             |                                             |                                             |                                             |                                       |                                       |                                           |                                           |                                           |                                           |                                           |                                           |                                |                                |                                |                                |  |  |  |  |  |  |  |  |  |  |  |  |  |  |  |  |  |  |  |  |  |  |  |  |  |  |  |  |  |  |  |  |  |  |  |  |  |  |  |  |  |  |  |  |  |  |  |  |
|  |  |                                 |                                 |                                 |                                 |                                 |                                 |  |  | Hug duc d'Alsàcia                     | Hug duc d'Alsàcia                     | Hug duc d'Alsàcia                     | Hug duc d'Alsàcia                     | Hug duc d'Alsàcia                     | Hug duc d'Alsàcia                     |  |  |                        |                        |                        |                        |                        |                        |  |  |                                    |                                    |                                    |                                    |                                    |                                    |  |  | Arnulf rei d'Alemanya i d'Itàlia emperador             | Arnulf rei d'Alemanya i d'Itàlia emperador     | Arnulf rei d'Alemanya i d'Itàlia emperador     | Arnulf rei d'Alemanya i d'Itàlia emperador     | Arnulf rei d'Alemanya i d'Itàlia emperador     | Arnulf rei d'Alemanya i d'Itàlia emperador     |  |  |                                     |                                     |                                     |                                     |                                     |                                     |  |  | Lluís III rei de França occ.               | Lluís III rei de França occ.               | Lluís III rei de França occ.               | Lluís III rei de França occ.               | Lluís III rei de França occ.               | Lluís III rei de França occ.               |  |  | Carloman II rei de França occ.              | Carloman II rei de França occ.              | Carloman II rei de França occ.              | Carloman II rei de França occ.              | Carloman II rei de França occ.              | Carloman II rei de França occ.              |                                       |                                       | Carles III el Simple rei de França occ.   | Carles III el Simple rei de França occ.   | Carles III el Simple rei de França occ.   | Carles III el Simple rei de França occ.   | Carles III el Simple rei de França occ.   | Carles III el Simple rei de França occ.   |                                |                                |                                |                                |  |  |  |  |  |  |  |  |  |  |  |  |  |  |  |  |  |  |  |  |  |  |  |  |  |  |  |  |  |  |  |  |  |  |  |  |  |  |  |  |  |  |  |  |  |  |  |  |
|  |  |                                 |                                 |                                 |                                 |                                 |                                 |  |  | Hug duc d'Alsàcia                     | Hug duc d'Alsàcia                     | Hug duc d'Alsàcia                     | Hug duc d'Alsàcia                     | Hug duc d'Alsàcia                     | Hug duc d'Alsàcia                     |  |  |                        |                        |                        |                        |                        |                        |  |  |                                    |                                    |                                    |                                    |                                    |                                    |  |  | Arnulf rei d'Alemanya i d'Itàlia emperador             | Arnulf rei d'Alemanya i d'Itàlia emperador     | Arnulf rei d'Alemanya i d'Itàlia emperador     | Arnulf rei d'Alemanya i d'Itàlia emperador     | Arnulf rei d'Alemanya i d'Itàlia emperador     | Arnulf rei d'Alemanya i d'Itàlia emperador     |  |  |                                     |                                     |                                     |                                     |                                     |                                     |  |  | Lluís III rei de França occ.               | Lluís III rei de França occ.               | Lluís III rei de França occ.               | Lluís III rei de França occ.               | Lluís III rei de França occ.               | Lluís III rei de França occ.               |  |  | Carloman II rei de França occ.              | Carloman II rei de França occ.              | Carloman II rei de França occ.              | Carloman II rei de França occ.              | Carloman II rei de França occ.              | Carloman II rei de França occ.              |                                       |                                       | Carles III el Simple rei de França occ.   | Carles III el Simple rei de França occ.   | Carles III el Simple rei de França occ.   | Carles III el Simple rei de França occ.   | Carles III el Simple rei de França occ.   | Carles III el Simple rei de França occ.   |                                |                                |                                |                                |  |  |  |  |  |  |  |  |  |  |  |  |  |  |  |  |  |  |  |  |  |  |  |  |  |  |  |  |  |  |  |  |  |  |  |  |  |  |  |  |  |  |  |  |  |  |  |  |
|  |  |                                 |                                 |                                 |                                 |                                 |                                 |  |  |                                       |                                       |                                       |                                       |                                       |                                       |  |  |                        |                        |                        |                        |                        |                        |  |  |                                    |                                    |                                    |                                    |                                    |                                    |  |  |                                                        |                                                |                                                |                                                |                                                |                                                |  |  |                                     |                                     |                                     |                                     |                                     |                                     |  |  |                                            |                                            |                                            |                                            |                                            |                                            |  |  |                                             |                                             |                                             |                                             |                                             |                                             |                                       |                                       |                                           |                                           |                                           |                                           |                                           |                                           |                                |                                |                                |                                |  |  |  |  |  |  |  |  |  |  |  |  |  |  |  |  |  |  |  |  |  |  |  |  |  |  |  |  |  |  |  |  |  |  |  |  |  |  |  |  |  |  |  |  |  |  |  |  |
|  |  |                                 |                                 |                                 |                                 |                                 |                                 |  |  |                                       |                                       |                                       |                                       |                                       |                                       |  |  |                        |                        |                        |                        |                        |                        |  |  | Zuentibold rei de Lotaríngia       | Zuentibold rei de Lotaríngia       | Zuentibold rei de Lotaríngia       | Zuentibold rei de Lotaríngia       | Zuentibold rei de Lotaríngia       | Zuentibold rei de Lotaríngia       |  |  | Lluís IV el Nen rei d'Alemanya                         | Lluís IV el Nen rei d'Alemanya                 | Lluís IV el Nen rei d'Alemanya                 | Lluís IV el Nen rei d'Alemanya                 | Lluís IV el Nen rei d'Alemanya                 | Lluís IV el Nen rei d'Alemanya                 |  |  | Ratold rei d'Itàlia                 | Ratold rei d'Itàlia                 | Ratold rei d'Itàlia                 | Ratold rei d'Itàlia                 | Ratold rei d'Itàlia                 | Ratold rei d'Itàlia                 |  |  |                                            |                                            |                                            |                                            |                                            |                                            |  |  |                                             |                                             |                                             |                                             |                                             |                                             |                                       |                                       | Lluís IV el d'ultramar rei de França occ. | Lluís IV el d'ultramar rei de França occ. | Lluís IV el d'ultramar rei de França occ. | Lluís IV el d'ultramar rei de França occ. | Lluís IV el d'ultramar rei de França occ. | Lluís IV el d'ultramar rei de França occ. |                                |                                |                                |                                |  |  |  |  |  |  |  |  |  |  |  |  |  |  |  |  |  |  |  |  |  |  |  |  |  |  |  |  |  |  |  |  |  |  |  |  |  |  |  |  |  |  |  |  |  |  |  |  |
|  |  |                                 |                                 |                                 |                                 |                                 |                                 |  |  |                                       |                                       |                                       |                                       |                                       |                                       |  |  |                        |                        |                        |                        |                        |                        |  |  | Zuentibold rei de Lotaríngia       | Zuentibold rei de Lotaríngia       | Zuentibold rei de Lotaríngia       | Zuentibold rei de Lotaríngia       | Zuentibold rei de Lotaríngia       | Zuentibold rei de Lotaríngia       |  |  | Lluís IV el Nen rei d'Alemanya                         | Lluís IV el Nen rei d'Alemanya                 | Lluís IV el Nen rei d'Alemanya                 | Lluís IV el Nen rei d'Alemanya                 | Lluís IV el Nen rei d'Alemanya                 | Lluís IV el Nen rei d'Alemanya                 |  |  | Ratold rei d'Itàlia                 | Ratold rei d'Itàlia                 | Ratold rei d'Itàlia                 | Ratold rei d'Itàlia                 | Ratold rei d'Itàlia                 | Ratold rei d'Itàlia                 |  |  |                                            |                                            |                                            |                                            |                                            |                                            |  |  |                                             |                                             |                                             |                                             |                                             |                                             |                                       |                                       | Lluís IV el d'ultramar rei de França occ. | Lluís IV el d'ultramar rei de França occ. | Lluís IV el d'ultramar rei de França occ. | Lluís IV el d'ultramar rei de França occ. | Lluís IV el d'ultramar rei de França occ. | Lluís IV el d'ultramar rei de França occ. |                                |                                |                                |                                |  |  |  |  |  |  |  |  |  |  |  |  |  |  |  |  |  |  |  |  |  |  |  |  |  |  |  |  |  |  |  |  |  |  |  |  |  |  |  |  |  |  |  |  |  |  |  |  |
|  |  |                                 |                                 |                                 |                                 |                                 |                                 |  |  |                                       |                                       |                                       |                                       |                                       |                                       |  |  |                        |                        |                        |                        |                        |                        |  |  |                                    |                                    |                                    |                                    |                                    |                                    |  |  |                                                        |                                                |                                                |                                                |                                                |                                                |  |  |                                     |                                     |                                     |                                     |                                     |                                     |  |  |                                            |                                            |                                            |                                            |                                            |                                            |  |  |                                             |                                             |                                             |                                             |                                             |                                             |                                       |                                       |                                           |                                           |                                           |                                           |                                           |                                           |                                |                                |                                |                                |  |  |  |  |  |  |  |  |  |  |  |  |  |  |  |  |  |  |  |  |  |  |  |  |  |  |  |  |  |  |  |  |  |  |  |  |  |  |  |  |  |  |  |  |  |  |  |  |
|  |  |                                 |                                 |                                 |                                 |                                 |                                 |  |  |                                       |                                       |                                       |                                       |                                       |                                       |  |  |                        |                        |                        |                        |                        |                        |  |  |                                    |                                    |                                    |                                    |                                    |                                    |  |  |                                                        |                                                |                                                |                                                |                                                |                                                |  |  |                                     |                                     |                                     |                                     |                                     |                                     |  |  |                                            |                                            |                                            |                                            |                                            |                                            |  |  |                                             |                                             |                                             |                                             | Lotari rei de França occ.                   | Lotari rei de França occ.                   | Lotari rei de França occ.             | Lotari rei de França occ.             | Lotari rei de França occ.                 | Lotari rei de França occ.                 |                                           |                                           | Carles duc de Baixa Lotaríngia            | Carles duc de Baixa Lotaríngia            | Carles duc de Baixa Lotaríngia | Carles duc de Baixa Lotaríngia | Carles duc de Baixa Lotaríngia | Carles duc de Baixa Lotaríngia |  |  |  |  |  |  |  |  |  |  |  |  |  |  |  |  |  |  |  |  |  |  |  |  |  |  |  |  |  |  |  |  |  |  |  |  |  |  |  |  |  |  |  |  |  |  |  |  |
|  |  |                                 |                                 |                                 |                                 |                                 |                                 |  |  |                                       |                                       |                                       |                                       |                                       |                                       |  |  |                        |                        |                        |                        |                        |                        |  |  |                                    |                                    |                                    |                                    |                                    |                                    |  |  |                                                        |                                                |                                                |                                                |                                                |                                                |  |  |                                     |                                     |                                     |                                     |                                     |                                     |  |  |                                            |                                            |                                            |                                            |                                            |                                            |  |  |                                             |                                             |                                             |                                             | Lotari rei de França occ.                   | Lotari rei de França occ.                   | Lotari rei de França occ.             | Lotari rei de França occ.             | Lotari rei de França occ.                 | Lotari rei de França occ.                 |                                           |                                           | Carles duc de Baixa Lotaríngia            | Carles duc de Baixa Lotaríngia            | Carles duc de Baixa Lotaríngia | Carles duc de Baixa Lotaríngia | Carles duc de Baixa Lotaríngia | Carles duc de Baixa Lotaríngia |  |  |  |  |  |  |  |  |  |  |  |  |  |  |  |  |  |  |  |  |  |  |  |  |  |  |  |  |  |  |  |  |  |  |  |  |  |  |  |  |  |  |  |  |  |  |  |  |
|  |  |                                 |                                 |                                 |                                 |                                 |                                 |  |  |                                       |                                       |                                       |                                       |                                       |                                       |  |  |                        |                        |                        |                        |                        |                        |  |  |                                    |                                    |                                    |                                    |                                    |                                    |  |  |                                                        |                                                |                                                |                                                |                                                |                                                |  |  |                                     |                                     |                                     |                                     |                                     |                                     |  |  |                                            |                                            |                                            |                                            |                                            |                                            |  |  |                                             |                                             |                                             |                                             | Lluís V l'indolent rei de França occ.       | Lluís V l'indolent rei de França occ.       | Lluís V l'indolent rei de França occ. | Lluís V l'indolent rei de França occ. | Lluís V l'indolent rei de França occ.     | Lluís V l'indolent rei de França occ.     |                                           |                                           | Otó i Lluís                               | Otó i Lluís                               | Otó i Lluís                    | Otó i Lluís                    | Otó i Lluís                    | Otó i Lluís                    |  |  |  |  |  |  |  |  |  |  |  |  |  |  |  |  |  |  |  |  |  |  |  |  |  |  |  |  |  |  |  |  |  |  |  |  |  |  |  |  |  |  |  |  |  |  |  |  |

### Genealogia completa
Per als seus ancestres vegeu: arnulfians i pipínides
```
Carles Martell
 (vers 
690
- 
741
), majordom del palau d'
Austràsia
, de 
Nèustria
 i de 
Borgonya

1) casat amb 
Rotruda

2) casat amb 
725
 
Suanahilda
 (vegeu 
Agilolfing
)

3) casat amb 
Chrotais

4) una concubina
│
├─De 1 
Carloman
 (vers 705/710 - 
17 d'agost
 754 o 755), majordom de palau d'Austràsia (
741
-
747
). Monjo a 
Montecassino
.
│ casat amb X
│ │
│ ├─
Drogó
 (?- després de
753
), eliminat del poder pel seu oncle 
Pipí el Breu
.
│ └─
Siagri
 dit 
sant Siagri
 (?- 
787
), abat de 
Cimiez
, bisbe de Niça.
│
├─De 1 
Pipí el Breu
 (vers 
715
- 
768
), majordom del palau de Borgonya, de Nèustria i d'Austràsia, rei dels Francs (
751
).
│ casat el 
744
 
Bertrada o Berta de Laon anomenada 
del Gran Peu
 (vegeu 
Hugobèrtides
)

│ │
│ ├─
Carles el Gran
 o 
Carlemany
 (742/748- 
814
), rei dels Francs (
768
), rei dels llombards (
774
), 
emperador d'Occident
 (
800
).
│ │ 1) casat el 
770
 
Desidèria de Llombardia
 

│ │ 2) casat el 
768
 
Himiltruda

│ │ 3) casat vers el 
771
 
Hildegarda de Vintzgau
 (vegeu 
Agilolfings
)

│ │ 4) casat el 
783
 
Fastrada de Francònia

│ │ 5) casat el 
795
 
Liutgarda d'Alàmania

│ │ 6) concubina 
Madelgarda

│ │ 7) concubina vers 
808
 Gerwinda de Saxònia
│ │ 8) concubina vers 
800
 Regina
│ │ 9) concubina vers 
806
 Adelaida
│ │ │
│ │ ├─De 2 Alpais (?-?).
│ │ ├─De 2 
Pipí el Geperut
 (vers 770-811). tancat a l'
abadia de Prüm
 en 
792
 després d'una revolta contra el seu pare Carlemany el 
791
.
│ │ ├─De 3 
Carles el Jove
, (vers 
772
-
811
)
│ │ ├─De 3 Adelaida, (?-
774
)
│ │ ├─De 3 
Rotruda
 (vers 
775
- 
810
).
│ │ │ casada amb 
Rorgó I del Maine
 Vegeu 
Rorgònides

│ │ │ │
│ │ │ └─
Lluís
 (?-
867
), abat de Saint-Denis, Saint-Riquier i Saint-Wandrille. 
Canceller
 de 
Carles el Calb
 (vegeu 
Rorgònides
)
│ │ │
│ │ ├─De 3 
Pipí d'Itàlia
 (
777
-
810
), 
rei d'Itàlia
 (
781
-
810
), dinastia dels 
Herbertians
 (vegeu 
Herbertians
)
│ │ ├─De 3 
Lluís I el Pietós
 (
778
-
840
), 
rei d'Aquitània
 (
781
-
814
), 
emperador d'Occident
 (
814
-
840
).
│ │ │ 1) casat el 
793
 Teudelinda de Sens
│ │ │ 2) casat el 
798
 
Ermengarda d'Hesbaye

│ │ │ 3) casat el 
819
 
Judit de Baviera
 (vegeu 
Antiga Casa de Welf
).
│ │ │ │
│ │ │ ├─De 1 
Alpais
 (?-?).
│ │ │ │ casat amb 
Bigó de París
, fill de 
Gérard I
 de París (vegeu 
Giràrdides
)
│ │ │ │ │
│ │ │ │ ├─
Leutard II
 (806-858), 
comte de París
 (vers 
816
, vegeu 
Giràrdides
)
│ │ │ │ └─Eberard (?-?). 
(vegeu 
Giràrdides
)

│ │ │ │
│ │ │ ├─De 1 Arnulf (vers 
794
-?), comte de Sens.
│ │ │ ├─De 2 
Lluís II el Germànic
 (vers 
806
 - 
876
), 
rei de Germània
 (
843
-
876
).
│ │ │ │ casat el 
827
 
Emma
 (vegeu 
Antiga Casa de Welf
)
│ │ │ │ │
│ │ │ │ ├─Gisela (?-?).
│ │ │ │ ├─
Carloman de Baviera
 (vers 
830
- 
880
), rei de 
Baviera
 (
876
-
880
).
│ │ │ │ │ concubina X
│ │ │ │ │ │
│ │ │ │ │ └─
Arnulf de Caríntia
 (?- 
899
), 
duc de Caríntia
, rei de Germània, emperador d'Occident.
│ │ │ │ │ 1) casat amb Oda
│ │ │ │ │ 2) concubina X
│ │ │ │ │ │
│ │ │ │ │ ├─De 1 
Lluís l'Infant
 (
893
 - 
911
), rei de Germània (
906
-
911
).
│ │ │ │ │ └─De 2 
Zuentibold
 (? 
900
), rei de Lotaríngia.
│ │ │ │ │ casat amb Oda de Saxònia (vegeu 
Liudòlfides
)
│ │ │ │ │ 
│ │ │ │ ├─
Carles III el Gros
 (
839
- 
888
), rei de França (
885
-
888
), rei de Germània (
882
-
888
), 
emperador d'Occident
 (
881
-
887
).
│ │ │ │ │ 1) casat amb Ricarda
│ │ │ │ │ 2) casat amb X
│ │ │ │ │ │
│ │ │ │ │ └─De 1 Bernat (?- 
891
).
│ │ │ │ │
│ │ │ │ ├─Hildegarda (?- 
856
).
│ │ │ │ ├─Ermengarda (?- 
886
), abadessa de Chiemsee.
│ │ │ │ └─
Lluís III el Jove
 (
835
- 
882
), rei de Germània (
876
-
882
).
│ │ │ │ casat amb 
Lutgarda
 de Saxònia (vegeu 
Liudòlfides
)
│ │ │ │ │
│ │ │ │ ├─Lluís (?- 
879
).
│ │ │ │ ├─Hildegarda (?- 
895
).
│ │ │ │ └─Hug (?- 
880
).
│ │ │ │
│ │ │ ├─De 2 Hildegarda (
803
- 
860
), abadessa de Saint-Jean de Laon.
│ │ │ │
│ │ │ ├─De 2 
Lotari I
 (
795
- 
855
), emperador d'Occident (
840
-
855
).
│ │ │ │ casat el 
821
 
Ermengarde de Tours
 (vegeu 
Eticònides
)

│ │ │ │ │
│ │ │ │ ├─Rotruda (?-?).
│ │ │ │ ├─
Lluís II
 (
825
- 
875
), emperador d'Occident (
855
-
875
).
│ │ │ │ │ casat amb 
Engelberga

│ │ │ │ │ │
│ │ │ │ │ ├─Gisela (?-?), abadessa de Brèscia.
│ │ │ │ │ └─
Ermengarda
 (?-?).
│ │ │ │ │ casada el 
876
 
Bosó de Provença
 (vegeu 
Bosònides
)

│ │ │ │ │ │
│ │ │ │ │ └─
Lluís III el Cec
 (vers 
880
- 
928
), rei de Provença, d'Itàlia, 
emperador d'Occident
. 
(vegeu 
Bosònides
)

│ │ │ │ │ 
│ │ │ │ │
│ │ │ │ ├─Ermengarda (?-?).
│ │ │ │ │ casada 
Gislebert de Meuse
, comte de Maasgau 
 (vegeu 
Renyers
)

│ │ │ │ │ │
│ │ │ │ │ └─
Renyer I d'Hainaut
 (?- 
915
). 
(
Renyers
)

│ │ │ │ │
│ │ │ │ ├─
Lotari II de Lotaríngia
 (vers 
825
- 
869
).
│ │ │ │ │ 1) casat amb 
Teutberga
 (vegeu 
Bosònides
)

│ │ │ │ │ 2) casat amb 
Waldrada

│ │ │ │ │ │
│ │ │ │ │ ├─De 2 Hug (?- †
895
).
│ │ │ │ │ ├─De 2 Gisela (?-?) casada amb Godfried, cap normand.
│ │ │ │ │ └─De 2 
Berta
 (?-?).
│ │ │ │ │ 1) casada amb 
Teobald d'Arles
 (vegeu 
Bosònides
)

│ │ │ │ │ 2) casada amb 
Adalbert II de Toscana

│ │ │ │ │ │
│ │ │ │ │ ├─De 1 
Hug d'Arle
 (?- † 
947
), comte d'Arle, rei d'Itàlia (
924
-
945
). 
(vegeu 
Bosònides
)

│ │ │ │ │ ├─De 1 
Bosó d'Arle
 (?-?). 
(vegeu 
Bosònides
)

│ │ │ │ │ ├─De 1 
Teutberga d'Arle
 (vers 
880
/
890
- abans de setembre 
948
), esposa de Garnier (†
924
), vescomte de Sens i comte de Troyes.
│ │ │ │ │ │
│ │ │ │ │ ├─De 2 
Guiu de Toscana
 (?- †
930
). Marquès de Toscana de 
915
 a 930.
│ │ │ │ │ │ casat amb 
Maròzia
 (vegeu 
Teofilactes
)

│ │ │ │ │ │ │
│ │ │ │ │ │ ├─
Hug de Vienne
 (?-?), 
comte de Vienne
.
│ │ │ │ │ │ └─
Manassès de Toscana
 (?-?), arquebisbe de Toscana.
│ │ │ │ │ │
│ │ │ │ │ ├─De 2 
Lambert de Toscana
 (?- † després de 
938
). Marquès de Toscana de 
931
, cegat per ordre d'
Hug d'Arle
 el 931.
│ │ │ │ │ │
│ │ │ │ │ └─De 2 Ermengarda de Toscana (?-?).
│ │ │ │ │ casat amb 
Adalbert I d'Ivrea

│ │ │ │ │ │
│ │ │ │ │ └─Anscair de Spoleto (abans de 
923
-?).
│ │ │ │ │
│ │ │ │ ├─
Carles de Provença
 (
845
- 
863
), rei de Provença (
855
-
863
).
│ │ │ │ ├─Carloman (?-?).
│ │ │ │ └─X (abans de 
855
-?) casada amb 
Matfrid d'Orleans
, comte d'Orleans.
│ │ │ │
│ │ │ ├─De 2 
Pipí I d'Aquitània
 (
797
- 
838
), rei d'Aquitània (
817
-
838
).
│ │ │ │ casat amb Ringarda, filla de Teudebert, comte de Madrie 
│ │ │ │ │
│ │ │ │ ├─
Pipí II d'Aquitània
 (
823
- 
864
), rei d'Aquitània (
839
-
852
).
│ │ │ │ └─
Carles
 (v.
825
- 
863
), arquebisbe de Magúncia.
│ │ │ │
│ │ │ ├─De 2 
Gisela

│ │ │ │ casada amb 
Eberard de Friül
, marquès de 
Friül
 
(vegeu 
Unròquides
)

│ │ │ │
│ │ │ ├─De 2 Rotruda (?-?).
│ │ │ └─
De 3 
Carles el Calb
 (
823
- 
877
), rei de Frància Occidental (
840
-
877
), emperador d'Occident (
875
-
877
).
│ │ │ 1) casat amb 
Ermentruda d'Orléans
 
(vegeu 
Agilolfings
)

│ │ │ 2) casat amb 
Riquilda d'Ardennes
 (vegeu 
Bosònides
)

│ │ │ │
│ │ │ ├─De 1 
Judit
 (v 843-870).
│ │ │ │ 1) casada el 
856
 
Æthelwulf
 († 858), rei de 
Wessex

│ │ │ │ 2) casada el 
858
 
Æthelbald
 († 860), rei de 
Wessex
, fill de l'anterior
│ │ │ │ 3) casada amb 
Balduí I 
Bras de Ferro

│ │ │ │ │
│ │ │ │ └─De 3 
Balduí II el Calb
 (?- 
918
), 
comte de Flandes
 (
879
-
918
).
│ │ │ │
│ │ │ ├─De 1 
Lluís el Tartamut
 (
846
- 
879
), rei de França (
877
-
879
).
│ │ │ │ 1) casat el 
862
 
Ansgarda de Borgonya

│ │ │ │ 2) casat el 
878
 
Adelaida de Friül

│ │ │ │ │
│ │ │ │ ├─De 1 
Lluís III de França
 (v.
863
- 
882
), rei de França (
879
-
882
).
│ │ │ │ ├─De 1 
Gisela
 (
869
- després de 
879
), casada amb Robert comte de Troyes.
│ │ │ │ │ casada amb Robert de Troyes
│ │ │ │ │
│ │ │ │ ├─De 1 
Carloman II
 (
867
- 
884
), rei de França (
879
-
884
).
│ │ │ │ ├─De 1 Hildegarda (?-?).
│ │ │ │ ├─De 1 
Ermentruda
 (vers 
875
- després de 
890
).
│ │ │ │ │ casada amb X
│ │ │ │ │ │
│ │ │ │ │ └─
Cunegunda
 (vers 
890
- després de 
930
).
│ │ │ │ │
│ │ │ │ └─
De 2 
Carles III el Simple
 (
879
- 
929
), rei de França (
893
-
929
). Nascut després de la mort de son pare.
│ │ │ │ 1) casat el 
907
 
Frederuna
 o Frerona, filla de Thierry o Teodoric II de Rhingelheim 
│ │ │ │ 2) casat amb 
Eadgifu
 de 
Wessex

│ │ │ │ │
│ │ │ │ ├─De 1 Gisela (?-?).
│ │ │ │ ├─De 1 Rotrude (?-?).
│ │ │ │ ├─De 1 Hildegarda (?-?).
│ │ │ │ ├─De 1 Frerona (?-?).
│ │ │ │ ├─De 1 Ermentruda (?-?).
│ │ │ │ ├─De 1 Adelaida (?-?).
│ │ │ │ └─De 2 
Lluís IV d'Ultramar
 (
921
- 
954
), rei de França (
936
-
954
).
│ │ │ │ casat amb 
Gerberga de Germània
 (vegeu 
Liudòlfides
)

│ │ │ │ │
│ │ │ │ ├─
Lotari de França
 (
941
- 
986
), rei de França (
954
-
986
).
│ │ │ │ │ 1) concubina X
│ │ │ │ │ 2) casat amb 
Emma
 (vegeu 
Bosònides
)

│ │ │ │ │ │
│ │ │ │ │ ├─De 1 Arnul (abans 
967
- 
1021
), arquebisbe de Reims.
│ │ │ │ │ ├─De 1 Ricard (?- després de 
991
).
│ │ │ │ │ ├─De 2 Eudes (
970
- abans 
986
), canonge a Reims.
│ │ │ │ │ └─De 2 
Lluís V de França
 (vers 
967
- 
987
), rei de França (
986
-
987
). Darrer rei de la 
dinastia carolíngia
.
│ │ │ │ │ casat amb Adelaida d'Anjou
│ │ │ │ │
│ │ │ │ ├─Matilde (
943
- després 
981
).
│ │ │ │ │
│ │ │ │ └─
Carles
 (
953
 † 
991
), duc de Baixa Lotaríngia.
│ │ │ │ 1) NN de Troyes
│ │ │ │ 2) Adelaida
│ │ │ │ │
│ │ │ │ ├─de 1 
Otó
 (970 † 1012), duc de Baixa Lotaríngia
│ │ │ │ │ 
│ │ │ │ ├─de 1 Ermengarda
│ │ │ │ │ casada amb 
Albert I de Namur

│ │ │ │ │
│ │ │ │ ├─de 2 Adelaida
│ │ │ │ │
│ │ │ │ ├─de 2 Gerberga
│ │ │ │ │ ép. 
Lambert I de Lovaina
 († 1015)
│ │ │ │ │
│ │ │ │ ├─de 2 Lluís († 1011)
│ │ │ │ │
│ │ │ │ └─de 2 Carles (989 +jove)
│ │ │ │
│ │ │ ├─De 1 
Carles l'Infant
 (?- 
866
).
│ │ │ ├─De 1 Carloman (vers 
847
- 
876
).
│ │ │ ├─De 1 Ermentruda (?-?).
│ │ │ ├─De 1 Hildegarda (?-?).
│ │ │ ├─De 1 Rotruda (?-?).
│ │ │ ├─De 1 
Lotari el Coix
 (v.
850
- 
865
), abat de Saint-Germain d'Auxerre.
│ │ │ └─De 2 
Rotilda
 (vers 
871
- vers 
928
).
│ │ │ casada amb 
Roger del Maine

│ │ │ │
│ │ │ └─Hug I del Maine (?-?).
│ │ │
│ │ ├─De 3 Lotari (?-?). (
778
-
779
), germà bessó de 
Lluís el Pietós

│ │ ├─De 3 
Berta
 (vers 
779
- 
823
).
│ │ │ casada el 
795
 
Angilbert
 o sant Angilbert 
│ │ │
│ │ ├─De 3 Gisela (?-?). (
781
- després de 
814
)
│ │ ├─De 3 Hildegarda (?-?). (
782
-
783
)
│ │ ├─De 4 Teodrada (?-?). (vers 
785
- abans 
853
, abadessa d'
Argenteuil

│ │ ├─De 4 
Hiltruda
 (vers 
787
-?), abadessa de 
Faremoutiers

│ │ ├─De 6 Ruotilda (?-?). (
790
-
852
), abadessa de Faremoutiers
│ │ ├─De 7 Adeltruda (?-?).
│ │ ├─De 8 Drogó (?-?), abat de Luxeuil (
820
), després bisbe de Metz i vicari de la Santa Seu (
844
)
│ │ ├─De 8 Hug (?-?). (
802
-
844
), abat de 
Saint-Quentin
 (
822
-
823
), de Lobbes, de Saint-Bertin, arxicanceller de 
Lluís el Pietós

│ │ └─De 9 Teodoric (?-?). (
807
- després de 
818
), clergue
│ │
│ ├─
Carloman I
 (vers 
751
- 
771
), rei dels Francs (
768
).
│ │ casat el 
768
 amb 
Gerberga (reina dels Francs)

│ │ │
│ │ ├─Pipí (?-?). (?-
770
), tancat a un monestir per 
Carlemany
.
│ │ └─X (?-?). tancat a un monestir per 
Carlemany
.
│ │
│ ├─Gisela (
757
-
810
), abadessa de Chelles
│ ├─Pipí (
759
-
761
)
│ ├─
Berta ?
 (?-?)
│ │ casada amb Miló d'Angers
│ │ │
│ │ └─
Roland d'Angers
 (?-?), 
duc de la marca de Bretanya
.
│ │
│ ├─Rotaida (?-?).
│ └─Adelaida (?-?).
│
├─De 1 
Hiltruda
 (
720
- 
754
).
│ casada amb 
Odiló de Baviera
 
(vegeu 
Agilolfings
)

│ │
│ └─
Tassiló III de Baviera
 (vers 
742
- vers 
794
), duc de Baviera. 
(vegeu 
Agilolfings
)

│
├─De 1 Landrada.
│
├─De 1 
Auda
 (732- després 755?) també anomenada Aida, Aldana o Adalne.
│ └─ casada amb Thierry (Teodoric), comte d'Autun
│
├─De 2 
Gripó
 (
726
- 
753
).
│ 
├─De 3 
Bernat
 (
725
- 
787
), abat de Saint-Quentin, comte de Saint-Quentin.
│ casat amb 1) una franca
│ casat amb 2) una saxona
│ │
│ ├─De 1 
Adalard
 (vers .
751
- 826), abat de Corbie.
│ │
│ ├─De 2 
Vala
 (vers 
765
- 
836
), abat de Corbie.
│ │ casat Rodlinde (Rolande) de Gel·lona 
(vegeu 
Guillèmides
)

│ │ │
│ │ └─ Bertruda.
│ │
│ ├─De 2 Gundrada
│ ├─De 2 Bernari (
776
- després de 826), monjo a Corbie.
│ └─De 2 
Teodrada
 (?- 
845
), abadessa de Soissons.
│
├─De 4 
Jeroni
 (?- després de 
775
), abat de Saint-Quentin.
└─De 4 
Rémi o Remigi
 (sant Remigi) (?- 
771
), arquebisbe de Rouen.
```